# Sail (Awolnation)
Sail is de debuutsingle van de Amerikaanse elektronische rockband Awolnation, afkomstig van hun eerste album "Megalithic Symphony". Sail stond ook op de ep "Back from Earth". Het nummer piekte op 5 van de Billboard Alternative Songs hitlijst, en is commercieel gezien hun beste nummer tot nu toe. Het nummer werd uitgebracht als digitale single.

## Hitnotering

### NederlandseSingle Top 100
| Hitnotering: 12-05-2012 t/m | Hitnotering: 12-05-2012 t/m | Hitnotering: 12-05-2012 t/m | Hitnotering: 12-05-2012 t/m | Hitnotering: 12-05-2012 t/m | Hitnotering: 12-05-2012 t/m | Hitnotering: 12-05-2012 t/m | Hitnotering: 12-05-2012 t/m | Hitnotering: 12-05-2012 t/m | Hitnotering: 12-05-2012 t/m | Hitnotering: 12-05-2012 t/m | Hitnotering: 12-05-2012 t/m | Hitnotering: 12-05-2012 t/m | Hitnotering: 12-05-2012 t/m | Hitnotering: 12-05-2012 t/m | Hitnotering: 12-05-2012 t/m | Hitnotering: 12-05-2012 t/m | Hitnotering: 12-05-2012 t/m | Hitnotering: 12-05-2012 t/m | Hitnotering: 12-05-2012 t/m | Hitnotering: 12-05-2012 t/m |
| Week:                       | 1                           | 2                           | 3                           | 4                           | 5                           | 6                           | 7                           | 8                           | 9                           | 10                          | 11                          | 12                          | 13                          | 14                          | 15                          | 16                          | 17                          | 18                          | 19                          | 20                          |
| --------------------------- | --------------------------- | --------------------------- | --------------------------- | --------------------------- | --------------------------- | --------------------------- | --------------------------- | --------------------------- | --------------------------- | --------------------------- | --------------------------- | --------------------------- | --------------------------- | --------------------------- | --------------------------- | --------------------------- | --------------------------- | --------------------------- | --------------------------- | --------------------------- |
| Positie:                    | 79                          | 59                          | 74                          | 99                          |                             |                             |                             |                             |                             |                             |                             |                             |                             |                             |                             |                             |                             |                             |                             |                             |